# Tracey Emin
Tracey Emin er en nulevende feministisk kunstner. Hun kommer fra England, og er født i 1963.
Som 13-årig blev hun voldtaget , og mange af hendes kunstværker relaterer på en eller anden måde til denne voldtægt. Hun har en tvillingebror ved navn Paul.
I 1993 fik Tracey Emin sit kunstneriske gennembrud med udstillingen My Major Retrospective på White Cube i London. 4 år senere i 1997 blev Tracey Emin rost for sin installation kaldet: Everyone I have ever slept with (1963-1995) som var en del af en større udstilling kaldet Young British Artists from the Saatchi Collection
Hun har udgivet en del kunstbøger. Farverige pacthwork agtige værker kendetegner hendes kunstnerstil. 